# 托日
托日（法語：Toges，法語發音：[tɔʒ]）是法国阿登省的一个市镇，属于武济耶区。

## 地理
托日（49°25'32"N, 4°46'38"E）面积3.44 平方千米，位于法国大東部大區阿登省，该省份为法国北部内陆省份，西接埃纳省，南至马恩省，东临默兹省，北与比利时接壤。
与托日接壤的市镇（或旧市镇、城区）包括：巴莱、巴尔河畔贝尔维尔和沙蒂永、布尔特欧布瓦、卡特尔尚。

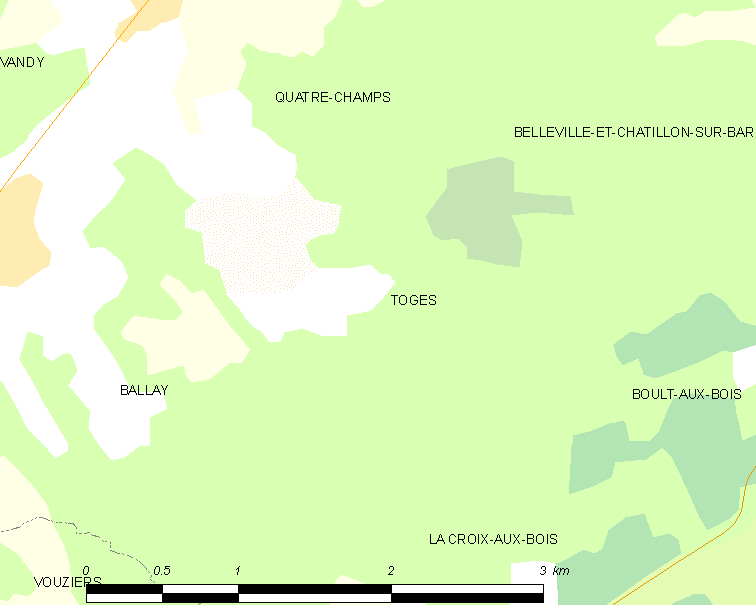
托日的OSM定位图

托日的时区为UTC+01:00、UTC+02:00（夏令时）。

## 行政
托日的邮政编码为08400，INSEE市镇编码为08453。

## 政治
托日所属的省级选区为武济耶县。

## 人口

1962-2008年间托日人口变化图示

托日于2022年1月1日时的人口数量为95人。